# Épouville
Épouville é uma comuna francesa na região administrativa da Normandia, no departamento de Sena Marítimo. Estende-se por uma área de 5,59 km². Em 2010 a comuna tinha 2 709 habitantes (densidade: 484,6 hab./km²).